# Atanazy Boryniec

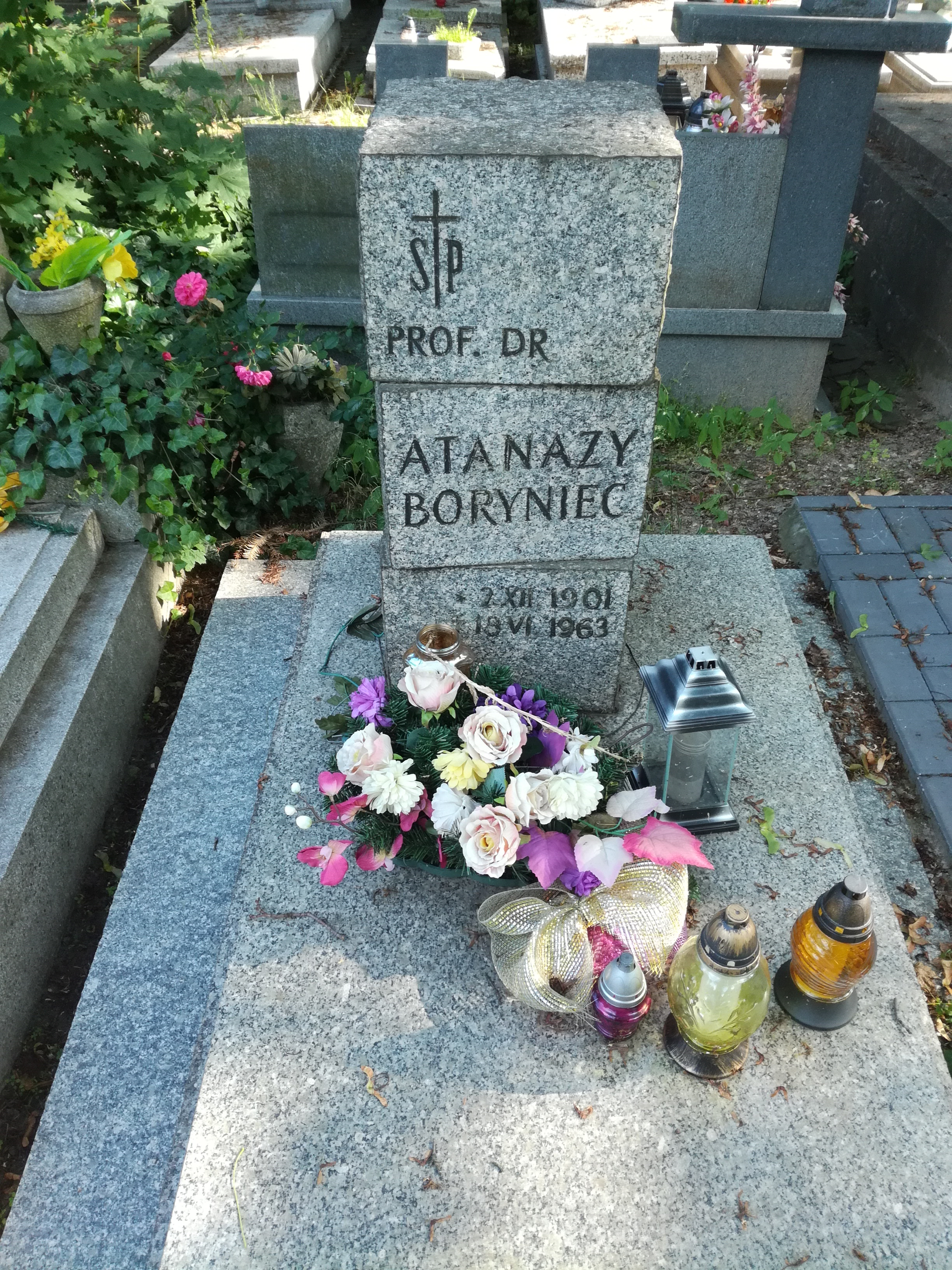
Grób profesora Atanazego Boryńca na Starym Cmentarzu w Łodzi

Atanazy Boryniec (ur. 2 grudnia 1901 w Jasieniu w powiecie kałuskim, zm. 18 czerwca 1963) – polski włókiennik, specjalista w dziedzinie technologii włókien sztucznych, wynalazca, profesor Politechniki Łódzkiej.

## Życiorys
Urodził się w rodzinie Michała, nauczyciela i kierownika wiejskiej szkoły powszechnej w Jasieniu, i Marii z domu Eckert. Ukończył gimnazjum w pobliskim Kałuszu, egzamin dojrzałości złożył w 1922 roku we Lwowie. Po odbyciu służby wojskowej w VI Pułku Ułanów Kaniowskich w Stanisławowie, w latach 1924–1929 studiował chemię na Wydziale Filozoficznym Uniwersytetu Jagiellońskiego. Tamże w 1933 roku uzyskał stopień doktora filozofii w zakresie chemii.
W 1930 roku rozpoczął pracę w laboratorium badawczym w Tomaszowskiej Fabryce Sztucznego Jedwabiu. Od tego czasu na trwałe związał się z przemysłem włókien sztucznych i prowadził badania naukowe w tej dziedzinie. Kierował zakładowym laboratorium badawczym i zajmował się doskonaleniem technologii sztucznego jedwabiu wytwarzanego metodą wiskozową, między innymi opracował metodę oceny makroniejednorodności wiskozy. W 1946 roku został dyrektorem technicznym Tomaszowskich Zakładów Włókien Sztucznych, a trzy lata później dyrektorem ds. produkcji. W tym okresie uczestniczył w odbudowie zakładów włókien sztucznych we Wrocławiu i Jeleniej Górze oraz szkolił kadry dla potrzeb tego przemysłu.
W 1949 roku został zatrudniony w Politechnice Łódzkiej, gdzie stworzył pierwszą w Polsce Katedrę Technologii Włókien Sztucznych i Syntetycznych, którą kierował aż do śmierci. W 1951 roku uzyskał stopień doktora habilitowanego. W tym okresie między innymi opracował metodę produkcji jedwabiu wiskozowego przeznaczonego na kordy do opon samochodowych, za co wraz z zespołem otrzymał nagrodę państwową. Był również autorem obszernej monografii nt. technologii włókien sztucznych i współautorem skryptów. Jego badania naukowe koncentrował głównie nad modyfikacją celulozy, nowymi sposobami jej siarczkowania i syntezą polimerów włóknotwórczych. Badania te doprowadziły do skonstruowania tzw. przędzarki lewarowej. Uzyskał wiele patentów. Wypromował 5 doktorów.
Przez cztery kolejne kadencje w latach 1954–1964 był dziekanem Wydziału Włókienniczego Politechniki Łódzkiej. W 1954 został mianowany profesorem nadzwyczajnym, a w 1960 roku profesorem zwyczajnym.
Był m.in. wiceprzewodniczącym Komitetu Nauk Chemicznych PAN, członkiem Rady Naukowej Instytutu Włókien Sztucznych i Syntetycznych w Łodzi, członkiem założycielem Stowarzyszenia Wynalazców Polskich. Był inicjatorem i organizatorem współpracy międzynarodowej w dziedzinie technologii włókien sztucznych i chemii polimerów. 
Łączyła go wieloletnia przyjaźń z poetą i fraszkopisarzem Janem Sztaudyngerem.
Został pochowany na Starym Cmentarzu w Łodzi.

## Ordery i odznaczenia
- Krzyż Kawalerski Orderu Odrodzenia Polski
- Medal 10-lecia Polski Ludowej (22 lipca 1955)[2]

## Nagrody
- Nagroda Państwowa III stopnia (zespołowa) za wprowadzenie do produkcji jedwabiu wiskozowego zamiast importowanej bawełny do produkcji kordów do opon samochodowych i transporterów (1952)[3]
- Nagroda Miasta Łodzi - nagroda naukowa w dziedzinie nauk technicznych (1960)[4]